# Gerkan, Marg und Partner
gmp Architekten von Gerkan, Marg und Partner è uno studio di architettura tedesco con sede ad Amburgo ed uffici in Europa, Asia e Sud America.
gmp è stata fondata nel 1965 dagli architetti Meinhard von Gerkan e Volkwin Marg. Innumerevoli i progetti elaborati nel corso degli anni così come i riconoscimenti conquistati.
Le competenze della gmp Architekten spaziano da progetti urbanistici di grande scala, come la città di fondazione per 800.000 abitanti di Luchao nei pressi di Shanghai in corso di realizzazione, a progetti di grandi infrastrutture ed edifici singoli, fino ad oggetti di design e arredamento.
I progetti elaborati da gmp Architekten si caratterizzano spesso per l'elevato contenuto tecnologico.
Nel 2019 la rivista britannica BD (Building Design) ha inserito gmp Architekten al posto numero 23 della speciale classifica "World Architecture 100 Ranking 2019" (in breve WA100), l'elenco dei primi cento studi/società di architettura al mondo per fatturato e possibilità di lavoro offerta, valutata sulla base del numero di architetti impiegati nelle proprie strutture organizzative. Nel 2020 la società è salita al 20º posto della graduatoria, primo tra gli studi di architettura tedeschi.

## Opere
Tra i progetti realizzati:
- Aeroporto di Berlino Tegel[6] (1975)
- Fiera di Lipsia (1996)

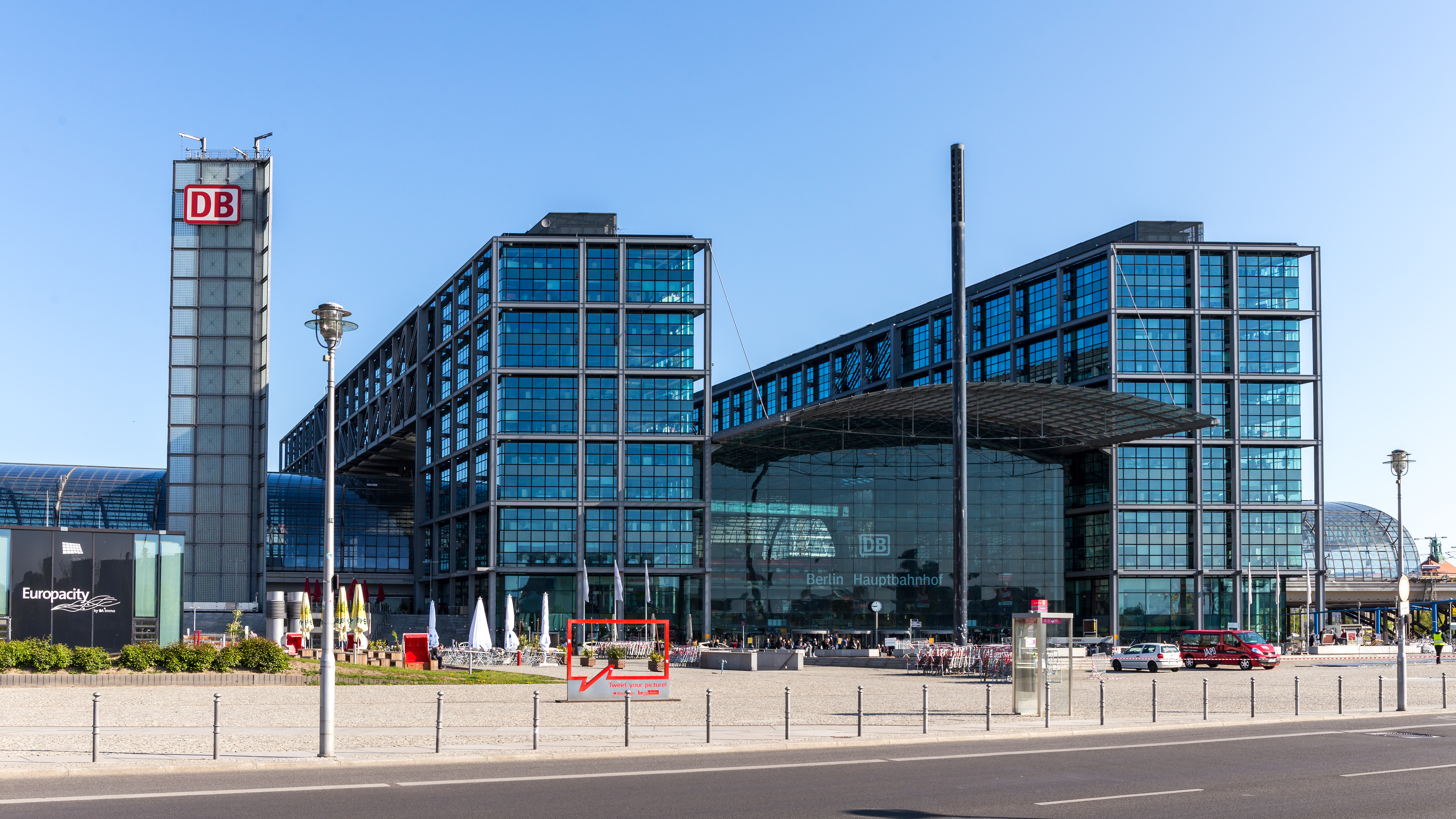
Stazione centrale di Berlino

- Risanamento e copertura dello Stadio Olimpico di Berlino (2004)
- Aeroporto di Ancona-Falconara[7] (2004).
- Stazione di Berlino centrale (2006)
- Aeroporto di Amburgo (2008)Berlin Brandenburg Airport
- Cape Town Stadium (2009)
- China Maritime Museum (2009)
- Nelson Mandela Bay Stadium (2009)

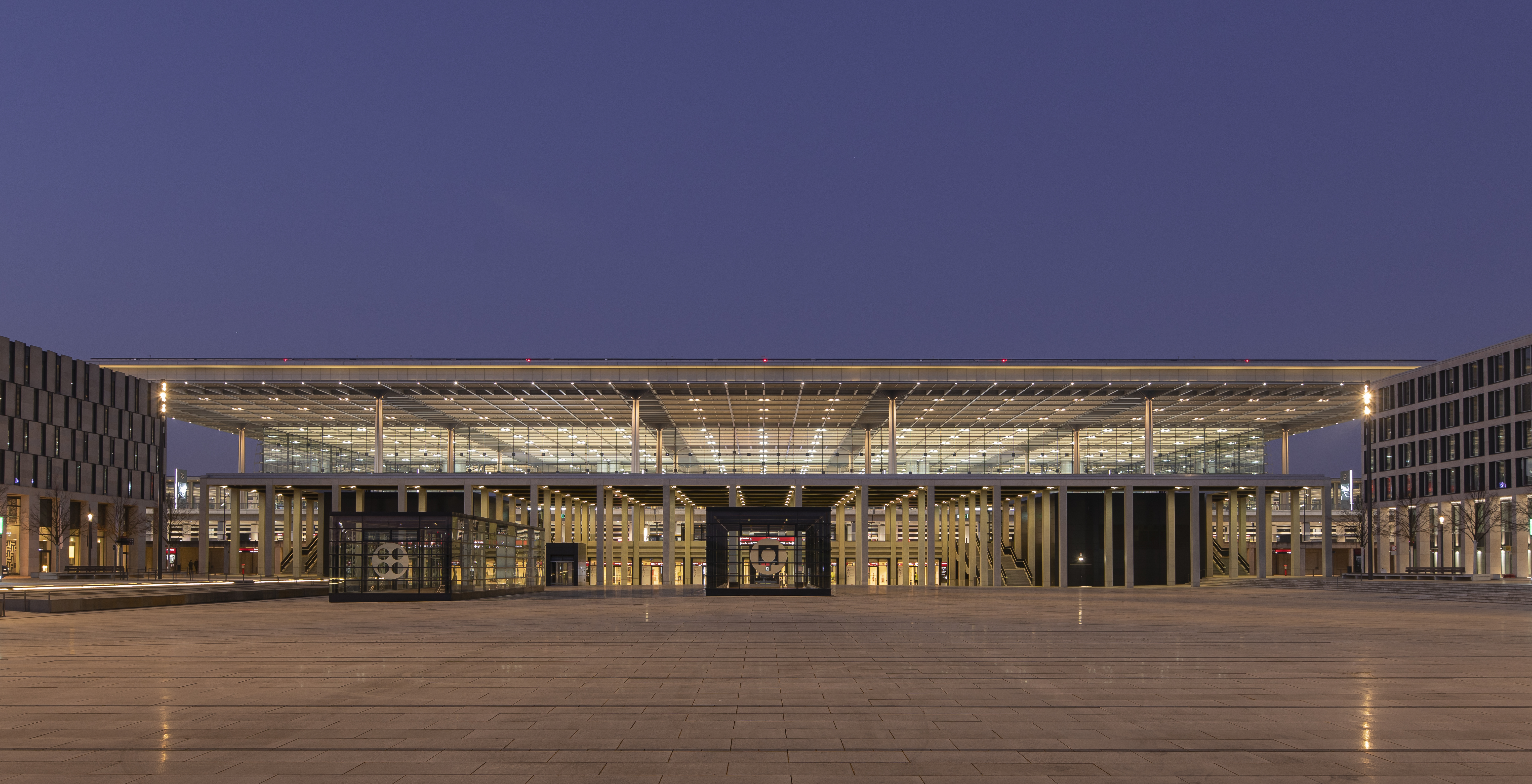
Berlin Brandenburg Airport

- Restauro del Kulturpalast di Dresda (2017)
- Stadio Nižnij Novgorod (2018)
- Aeroporto di Berlino Brandeburgo (2020)
- Recupero e rifunzionalizzazione dello Stadio Santiago Bernabeu di Madrid (2023)

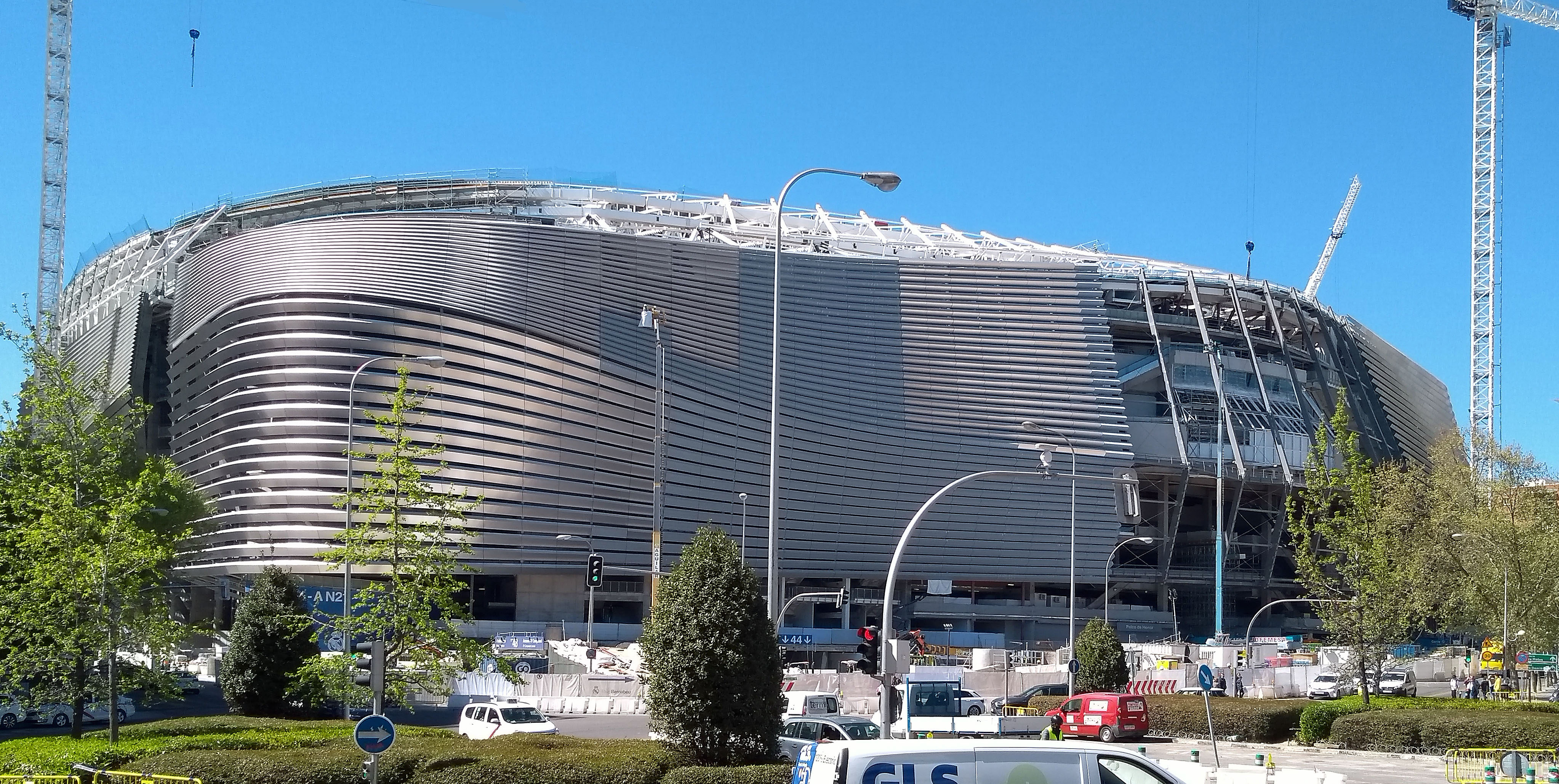
Stadio Santiago Bernabeu di Madrid

## Premi e riconoscimenti
- DAM Preis für Architektur in Deutschland 2019 per il restauro del Kulturpalast di Dresda[8]
- BDA Preis Sachsen 2019 per il restauro del Kulturpalast di Dresda[9]

## Pubblicazioni
- Sebastian Redecke,Volkwin Marg (a cura di): Architekten von Gerkan, Marg und Partner: Costruire in Italia. Esperienze 1996 - 2023, Park Books, 2023, ISBN 978-3-03860-325-2